# Domesticering
Domesticering (af latin: domesticus) eller tæmning er den proces, hvorved en bestand af dyr eller planter gennem udvælgelse bliver vænnet til omsorg og kontrol. Et kendetegn er bevidst udvælgelse: mennesket har brugt udvælgelse af flere årsager: at producere mad eller andre råvarer (uld, bomuld eller silke), at få hjælp til forskelligt arbejde (transport eller beskyttelse), at beskytte sig selv og dyrene ved videnskabelig forskning i sygdomme samt at nyde dyrene som kæledyr.
Planter blev tæmmet til fødevareproduktion, hvor de kaldes afgrøder, og  
æstetisk brug, hvor de kaldes stueplanter eller prydplanter. 
De tæmmede planter er dels bevidst udvalgt med særlige egenskaber, dels ikke er meget anderledes end deres vildtlevende modstykker (forudsat at tæmning ikke er ensbetydende med fysisk ændring). På samme måde er dyrene inddelt i de dyr, der er tæmmet til hjemmet (kæledyr), og de dyr, der er tæmmet til fødevarer eller arbejde (husdyr).
Et eksempel på et domesticeret dyr er hunden. Dens stamfader er ulven: hunden er derfor en domesticeret ulv.